# Lacydonia miranda
Lacydonia miranda är en ringmaskart som beskrevs av Marion och Bobretzky 1875. Lacydonia miranda ingår i släktet Lacydonia och familjen Lacydoniidae. Arten är reproducerande i Sverige. Inga underarter finns listade i Catalogue of Life.